# تحصیل ظفروال
تحصیل ظفروال (به انگلیسی: Zafarwal Tehsil) یک تحصیل در پاکستان است که در ناحیه نارووال واقع شده‌است. تحصیل ظفروال ۱٬۲۲٬۹۲۵ نفر جمعیت دارد و ۲۶۸ متر بالاتر از سطح دریا واقع شده‌است.